# Cassano Spinola
Cassano Spinola (piemontiul: Cassan, helyi nyelvjárásban: Cassau) település Olaszországban, Piemont régióban, Alessandria megyében. Lakosainak száma 1803 fő (2023. január 1.). Cassano Spinola Carezzano, Novi Ligure, Pozzolo Formigaro, Sant’Agata Fossili, Sardigliano, Serravalle Scrivia, Stazzano és Villalvernia községekkel határos.

## Népesség
A település lakossága az elmúlt években az alábbi módon változott:
| Lakosok száma | 1683 | 1679 | 1803 |
|               | 2017 | 2018 | 2023 |